# Sečovlje Saltpans Naturpark
Sečovlje Saltpans Naturpark (slovensk: Krajinski park Sečoveljske soline, italiensk: Parco ambientale delle saline di Sicciole) er en naturpark i det sydvestlige Slovenien, der dækker Sečovlje Saltpans nær landsbyen Sečovlje. Saltfordampningsdammen dækker et område på 16,1 ha, mens saltværket ligger langs Dragonja-flodens munding og dækker et område på 650 ha.
Besøgende udgør en vigtig indtægtskilde for parken. På grund af dets specifikke geografiske begrænsninger og andre faktorer (og især for at tilskynde besøgende til at efterlade deres køretøjer uden for parkens grænser) Det  at elektriske 'game watching vehicles ' (elektrisk offentlig transport) til besøgende kan introduceres.